# Ерик Муке
Ерик Муке е френски музикант и едната половина от електронното ню ейдж/уърлд дуо „Дийп Форест“. Печели награда „Грами“ през 1995 г. и World Award за най-добър албум с world music.

## Биография
Роден е на 19 март 1960 г. в град Валансиен, разположен в департамент Нор. Детството прекарва в родния си град. Още в ранните си години Муке развива афинитет към музиката и с времето сам се научава да свири на пиано, а когато става на 16 години се включва в местна музикална група. Групата свири основно кавъри на любимите си групи сред които „Ролинг Стоунс“, „Йес“ и „Дженезис“.
По-късно Ерик започва професионално да се занимава с музика като композира музика за такива френски изпълнители като Патси, Джаки Кварц и Ербер Леонар. Освен за музиканти, Муке пише музика и за множество телевизионни и радио реклами.
През 1990 г, докато работи по собствен електронен проект, Муке се запознава с бъдещия си професионален партньор Мишел Санчез. След като установяват, че споделят сходни музикални интереси решават да създадат собствена музикална формация и през 1992 г. се появява етно дуото „Дийп Форест“. Докато Санчез се занимава основно със създаването на оригиналните компзоции, Ерик Муке се отдава почти изцяло на семплирането и миксирането.
Муке не се ограничава само с проекта „Дийп Форест“, а развива и самостоятелна кариера музикант и продуцент. Работил е с изпълнители като Ана Тороха, Джош Гробан, Читозе Хаджиме, Са Динг Динг, Катрин Лара и други.

## Албуми
- 1995 „Dao Dezi“
- 2000 „Thorgal“
- 2008 „Deep Brazil“ (en collaboration avec Flavio Dell'Isola)
- 2013 „Deep India“ (en collaboration avec Rahul Sharma)
- 2013 „Deep Africa“ (en collaboration avec Lokua Kanza, Blick Bassy, Olyza, Wasis Diop, Zama Magudulela et Dany de Mouataba)
- 2016 „Evo Devo“